# Osmia collinsiae
Osmia collinsiae là một loài Hymenoptera trong họ Megachilidae. Loài này được Robertson mô tả khoa học năm 1905.